# Apron of Magic
Apron of Magic (まほうのエプロン Mahō no epuron?) es un juego arcade de cocina con cartas coleccionables desarrollado y publicado por Examu. El juego fue creado para conmemorar el 50 aniversario de Sanrio y presenta varios personajes de Sanrio Company, incluidos algunos de la serie de anime. El juego fue lanzado en Japón el 26 de julio de 2010 y ha pasado por varias revisiones durante su lanzamiento. A partir de la revisión de 2012, el juego está vinculado a las franquicias Jewelpet y Arcana Heart.
El 13 de junio de 2012 se lanzó una versión para iOS, con seis personajes jugables. Otro port del juego titulado  Hello Kitty & Apron of Magic: Rhythm Cooking (ハローキティとまほうのエプロン リズムクッキング♪ Harōkiti to ma hō no epuron rizumukukkingu ♪?) también se lanzó para Nintendo 3DS el 12 de diciembre de 2013. El juego fue lanzado en Europa el 6 de noviembre de 2015 como Hello Kitty and the Apron of Magic Rhythm Cooking, y en América del Norte el 28 de enero de 2016 como Hello Kitty's Magic Apron.

## Jugabilidad
Apron of Magic implica el uso de tarjetas coleccionables especiales, que primero deben escanearse en la máquina arcade, y el juego se realiza mediante el uso de la pantalla táctil. Las cartas que se deben escanear en orden son la carta de personaje (roja), la carta de ingrediente (amarilla) y, por último, una carta de poder mágico (azul) en el orden exacto, aunque hay un límite de tiempo y el jugador puede escanear tantas cartas como pueda. Luego, el jugador debe seguir algunos pasos en el juego para asegurarse de que la comida se haya preparado y cocinado bien en el proceso. Al final se realiza la presentación y degustación. Si el jugador falla en uno de esos pasos, el plato que cocinará no terminará bien.

## Personajes
En conmemoración al 50 aniversario de la empresa, Sanrio incluyó varios personajes que se amplían más adelante en cada revisión. También se agregan más personajes en cada revisión, lo que la convierte en la mayor cantidad de personajes de Sanrio que jamás haya debutado en el juego. Heart Aino y Saki Tsuzura, personajes del juego de lucha Arcana Heart de EXAMU, también aparecen en el juego como personajes jugables.